# Conrad Bolte
Conrad Bolte (* 29. August 1824 in Kassel; † 15. April 1892 ebenda) war Abgeordneter des Kurhessischen Kommunallandtags und Kaiserlicher Eisenbahndirektor.

## Leben
Conrad Bolte wurde als Sohn des Polizeiinspektors Johann Christoph Bolte und dessen Gemahlin Catharina Louise Vaupel geboren. Nach dem Besuch des Friedrichsgymnasiums in Kassel erlernte er einen technischen Beruf und war als Abteilungsbaumeister bei der Kaiserlichen Reichsbahn in St. Wendel beschäftigt. Zuletzt war er hier Kaiserlicher Eisenbahndirektor. Bolte betätigte sich politisch und war in den Jahren 1876 bis 1885 mit kurzzeitiger Unterbrechung Stadtverordneter in Kassel. Von 1877 bis 1885 war er Abgeordneter des Kurhessischen Kommunallandtages des Regierungsbezirks Kassel. Hier war er Mitglied verschiedener Ausschüsse, so auch von 1878 bis 1879 Mitglied des Hauptausschusses.